# Petra Haden
Petra Haden (* 11. října 1971 New York) je americká houslistka a zpěvačka. Je dcerou jazzového kontrabasisty Charlieho Hadena. Její sestry Rachel a Tanya jsou rovněž hudebnice, všechny tři působí ve skupině The Haden Triplets a Rachel s Petrou hráli v That Dog. První sólové album vydala v roce 1996 pod názvem Imaginaryland. V roce 2005 interpretovala v a cappella podání album The Who Sell Out (1967) od anglické rockové skupiny The Who. Album Petra Goes to the Movies (2013) je složené z filmových písní. Skladatel John Zorn a textař Jesse Harris pro ni napsali písně, které v roce 2020 vydala na albu Songs for Petra. Od stejné autorské dvojice pocházejí písně na koncertním albu Love Songs Live (2024). Během své kariéry dále spolupracovala například s Billem Frisellem, Markem Kozelekem a Paulem Motianem. Koncertovala také se skupinou Foo Fighters.